# Драгутин М. Ђорђевић
Драгутин М. Ђорђевић (Лесковац, 1907 – Лесковац, 1999) је истакнути српски фолклорист, етнограф и свештеник.
Рођен је у лесковачкој породици пекара Милана и домаћице Јулке Ђорђевић. Отац је у Лесковац дошао из Врања, из рода Портокалови, који потичу из Малог Русца, сиромашног села на граници Пчиње и Врањске котлине. Основну школу и четири разреда гимназије завршио је у Лесковцу, а Богословију у Битољу, 1928. године. За свештеника је рукоположен 1930. и добија сиромашну парохију у Црковници где службује шест година. Потом је свештеник у Турековцу крај Лесковца. Пензионисан је 1980. године. Умро у 93. години живота.

## Сакупљачки и научни рад
Радећи годинама на селу као свештеник, као човек радозналог духа и оштрог запажања, упознао је народни живот, обичаје, фолклор, говор и менталитет мештана. Од 1947. до 1953. године интензивно прикупља фолклорно, етнографско, социолошко и друго наслеђе у лесковачким насељима за своје најпознатије дело „Живот и обичаји народни у Лесковачкој Морави“ које ће 1958. године објавити Српска академија наука и уметности. Ова монографија је својеврсна етничка и културна историја лесковачке области (становништво, привреда, становање, исхрана, ношња, друштвени живот и друго) и спада у неколико најбољих дела овакве врсте на српском језику. Познајући до присности многе манифестације живота, верске и друштвене обичаје у свом завичају, он је сакупио многобројне фолклорне и етнографске чињенице. Поглавље о обичајима у вези са смрћу, на пример, могао је да напише само човек који је годинама присуствовао и чинодејствојао на сахранама и до танчина упознао овај сложени древни обред у Лесковачкој Морави. Ову монографију ће 1985. допунити и објавити је Народни музеј у Лесковцу.
Драгутин М. Ђорђевић је исто тако дуго и стрпљиво сакупљао народне приповетке и народне песме у Лесковачкој области, објављујући их као обимне засебне књиге. Оно што је посебно карактеристично за ова издања су импозантан број сакупљених народних приповедака, песма и предања, исцрпни предговори др Наде Милошевић-Ђорђевић (приповетке и предања) и др Момчила Златановића (народне песме) и детаљни подаци о казивачима које је прота с љубављу забележио .
Учествовао је на више конгреса Савеза фолклориста Југославије (Цетиње, Мостар, Требиње, Загреб и другде) и на научним скуповима у иностранству (Париз, Москва, Истанбул). На московском међународном скупу етнографа 1964. године било је запажено његово саопштење.

## Дела
- Живот и обичаји народни у Лесковачкој Морави (Српски етнографски зборник, књига LXX, Живот и обичаји народни, књига 31, pp. 1–724), САНУ, 1958; друго допуњено издање Народни музеј, Лесковац, 1985;
- Српске народне приповетке и предања из Лесковачке области (стр. IX-XII; 1-667), САНУ, 1988;
- Народне песме из лесковачке области, САНУ, 1990;

## Избор значајнијих чланака и студија
- Прилози за антропогеографско испитивање Лесковачке котлине, Лесковачки зборник, III, 1963. pp. 152–160;
- Неколико народних приповедака, Лесковачки зборник, XV, 1975. pp. 193–223;
- Трагови турског присуства у народном стваралаштву јужне Србије, Лесковачки зборник, XVIII, 1978. pp. 265–273;
- Наталија Арсеновић-Драгомировић и њено дело, Лесковачки зборник XIX, 1979. pp. 255–270;
- Фрагменти из историје и народног предања Власине и Црне Траве, Лесковачки зборник, XXIII, 1983. pp. 281–286;
- Никола Скобаљић у историји и народном предању, Зборник СФЈ, Охрид, 1964. pp. 433–435;
- Басма у народној терапији, Архив за историју здравствене културе Србије, Београд, 1975, св. 2, pp. 163–170;

## Награде
- Вукова награда, 1984.